# Időnyerő
Az időnyerő (angol eredetiben: Time Turner) Harry Potter világának különleges tárgya: birtoklója meghosszabbíthatja a rendelkezésére álló időt. 
Hermione zsúfolt órarendje miatt (a minisztérium engedélyével) kap egy időnyerőt Minerva McGalagony professzortól, hogy összes óráján ott lehessen. Formáját tekintve egy homokóra, amelyet nyakláncon viselnek. Lényege az, hogy ahányszor a viselője elfordítja, annyi órával korábban érkezik meg az időben. Az időnyerő használójának ügyelnie kell arra, hogy senki ne lássa meg a múltban, és saját magával se találkozzon, mert különben megőrül.
Hermionénak sok gondja származik belőle, mert például egyszer barátaival ment fel a lépcsőn, ám egyszerre csak megint a lépcső alján termett, ugyanis nem tudta elérni azt a helyet, ahonnan egy órával korábban "elindult". Máskor pedig elfelejtette használni az időnyerőt, és lemaradt egy óráról.
A harmadik kötetben Harry és Hermione az időnyerő segítségével mentik meg Csikócsőrt és Sirius Blacket a kivégzéstől.
Az időnyerőket a Mágiaügyi Minisztériumban őrzik, a Rejtély- és Misztériumügyi Főosztályon, az Időteremben található  üvegajtós szekrényben. A halálfalókkal folytatott harc során a szekrény többször felborul és összetörik, de mindig újra feláll.